# Vorderrhein
Vorderrhein (Rætoromansk: Rein anteriur) er en af Rhinens kildefloder i kanton Graubünden i Schweiz.

Vorderrhein var også navnet på et bezirk (distrikt), der blev oprettet i 1851, men som siden 2001 har været en del af Bezirk Surselva.
Vandløbet Vorderrhein begynder nær Oberalppasset ved en forening af tre kildebække Tumarhein, Maighelsrhein og Nalpser Rhein og løber mod nordøst gennem Tavetsch mod Disentis hvor Medelser Rhein løber til, og videre gennem landskabet Surselva over Sumvitg (tilløb af Sumvitger Rhein) mod Ilanz. Der løber Glenner (romansk Glogn) til fra syd, der kort før udløber har optaget Valser Rhein. Efter Ilanz begynder Vorderrheinschlucht eller bare bare Rhinsslugten (Ruinaulta), der opstod i den sidste istid ved Flimser Bergsturz. Som følge af bjergsammenstyrningen blev Vorderrhein opdæmmet til en sø. Det overløbende vand har senere dannet en dyb slugt. Ved udgangen af slugten ved Reichenau løber Vorderrhein sammen med Hinterrhein til Rhinen. Langs floden går der, også i slugten, en smalsporet jernbanelinje fra Brig – Chur.

## Bifloder
- Gämmer Rhein
- Nalpser Rhein
- Medelser Rhein
- Sumvitger Rhein
- Tscharbach
- Schmuer
- Glenner
- Ual da Mulin
- Rabiusa
- Flem